# Friedrich Hartmann (Politiker, 1841)

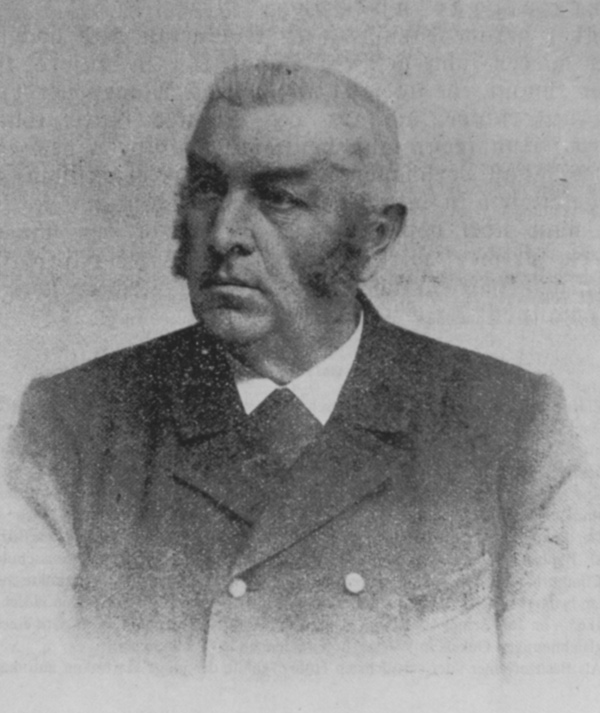
Friedrich Hartmann

Friedrich Hartmann (* 24. Oktober 1841 in Gschlachtenbretzingen; † 13. Juni 1901 in Schwäbisch Hall) war Landwirt und Mitglied des Deutschen Reichstags.

## Leben
Hartmann besuchte die Garnisonsschule in Comburg bei Hall und erlernte die Landwirtschaft auf einigen Gütern. Seit 1865 hatte er einen eigenen Betrieb in Wackershofen. Ab 1875 war er Gemeinderechner und Gemeinderat. Zwischen 1875 und 1885 war er Mitglied des Ausschusses des landwirtschaftlichen Vereins und von 1882 bis 1884 Mitglied der Steuereinschätzungs-Kommission. Weiter war er seit 1879 Aufsichtsratsmitglied der Gewerbebank Hall.
Von 1891 bis 1898 war er Mitglied des Deutschen Reichstags für den Wahlkreis Württemberg 11 (Hall, Backnang, Öhringen, Weinsberg) und die Deutsche Volkspartei. Am 23. November 1891 war er in einer Ersatzwahl erstmals in den Reichstag gewählt worden. Zusätzlich war er von 1891 bis 1893 für die Volkspartei Mitglied der Zweiten Kammer Württembergs.